# Vasilij Ėduardovič Petrenko
Vasilij Ėduardovič Petrenko (in russo Васи́лий Эдуа́рдович Петре́нко?; Leningrado, 7 luglio 1976) è un direttore d'orchestra russo naturalizzato britannico, attualmente direttore musicale della Royal Philharmonic Orchestra, direttore principale della European Union Youth Orchestra e direttore artistico dell'Orchestra Sinfonica Accademica di Stato della Russia "Evgenij Svetlanov".

## Biografia
Petrenko ha frequentato la Capella Boys Music School ed il Conservatorio di St Petersburg. Ha inoltre studiato direzione d'orchestra principalmente sotto Ravil Martynov,, imparando anche da Mariss Jansons, Yuri Temirkanov e Esa-Pekka Salonen. È stato direttore stabile dell'Opera e Balletto di St. Petersburg dal 1994 al 1997. Ha lavorato come direttore principale dell'Accademia di Stato di St Petersburg dal 1994. Nel 2002 ha vinto il primo premio del Concorso di Direzione Cadaqués Orchestra Internazionale.
Petrenko fece il suo debutto come direttore con la Royal Liverpool Philharmonic Orchestra (RLPO) nel novembre 2004. Dopo questa apparizione, nel luglio 2005, è stato nominato direttore principale della RLPO, il direttore più giovane nell'incarico, a partire dalla stagione 2006-2007 con un contratto iniziale di 3 anni. Da quando ha assunto la carica, la situazione finanziaria dell'orchestra e la partecipazione sono migliorate. Ha anche ricevuto il plauso della critica per aver rivitalizzato l'orchestra, sia nel repertorio russo (soprattutto Šostakovič), che nel repertorio standard come Brahms e la musica inglese. Nel maggio 2007 la RLPO annunciato che Petrenko aveva esteso il suo contratto con l'orchestra fino al 2012. Nel settembre 2009, l'orchestra annunciò un'ulteriore estensione del suo contratto fino al 2015, con un cambio di titolo di Petrenko a direttore principale. Nel marzo 2013, la RLPO ha annunciato la conversione del contratto di Petrenko in un accordo a tempo indeterminato prolungato senza uno specifico tempo previsto di conclusione e con l'impegno di Petrenko di dare un preavviso di 3 anni da quando volesse concludere il suo incarico. La sua prima apparizione con un'esecuzione a The Proms fu nell'agosto del 2008 con la RLPO. Petrenko e la RLPO hanno registrato diversi dischi per la Naxos Records e Onyx Classics. L'incisione di Petrenko della Sinfonia Manfred di Čajkovskij ha vinto la Registrazione Orchestrale Gramophone dell'anno nel 2009. Concluso il suo ruolo di direttore principale alla fine della stagione 2020-21, Petrenko è diventato "Conductor Laureate" dell'orchestra a partire da settembre 2021.
Ad agosto 2021 Petrenko ha iniziato il nuovo ruolo di direttore musicale della Royal Philharmonic Orchestra mentre a settembre 2021 è diventato direttore artistico della Orchestra Sinfonica Accademica di Stato della Russia "Evgenij Svetlanov", dove già ricopriva il ruolo di Direttore principale ospite.
Nell'aprile 2007, Petrenko è stato uno degli otto direttori di orchestre britanniche ad approvare il manifesto di 10 anni per la sensibilizzazione alla musica classica, "Costruire sull'Eccellenza: Orchestre per il XXI secolo", per aumentare la presenza della musica classica nel Regno Unito, che comprendeva l'ingresso gratis a tutti gli scolari britannici a un concerto di musica classica. Dal dicembre 2008 al 2013 Petrenko è stato direttore principale della National Youth Orchestra of Great Britain, dirigendo il suo primo concerto con loro nel 2009 ai BBC Proms.
Petrenko diresse per la prima volta la Filarmonica di Oslo nel dicembre del 2009. Nel febbraio 2011, la Filarmonica di Oslo annunciato la nomina di Petrenko come direttore principale a partire dalla stagione 2013-2014 con un contratto iniziale di 4 anni che prevedeva 7 settimane di apparizioni nelle sue prime stagioni e 10 settimane di apparizioni nelle stagioni successive. Il contratto si è concluso al termine della stagione 2019-20.
Nell'agosto 2013, i commenti attribuiti a Petrenko da un giornale norvegese  - che sembrava denigrare i direttori di sesso femminile - causò polemiche, comprese le richieste di sue dimissioni dalla RLPO. Petrenko successivamente si scusò per come erano state interpretate le sue parole e dichiarò che i suoi commenti erano uno specifico riferimento alla situazione dei direttori in Russia, e non ai direttori di sesso femminile in generale. Precisò anche che una parte della controversia era dovuta al fatto che l'intervista era stata condotta in inglese, anziché in norvegese. Petrenko in seguito dichiarò pubblicamente:
"Mi piacerebbe incoraggiare ogni ragazza a studiare direzione d'orchestra. Quanto successo possano conseguire dipende dalla loro talento e dal loro lavoro, sicuramente non dal loro genere."

## Vita privata
Petrenko vive a Londra con la moglie Evgenija Černyševa-Petrenko, di professione direttrice di coro, e i loro due figli Alexander (Sasha) e Anya. È un appassionato di calcio e seguace del club del Liverpool Football Club. Nel marzo 2009 Petrenko fu premiato col titolo di professore onorario e Dottore di Lettere della Liverpool Hope University. Nell'aprile 2009 è stato nominato Honorary Scouser dal sindaco di Liverpool. Nel mese di novembre 2016, la città di Liverpool gli ha conferito la cittadinanza onoraria.

## Discografia
Su EMI Classics
- Rachmaninov: Sinfonia n. 2, Danze da Aleko (2012)
- Rachmaninov: Sinfonia n. 3, Capriccio Bohemien, Vocalise. (2012)
- Rachmaninov: Sinfonia n. 1, Principe Rostislav (2013)

Su Deutsche Grammophon
- Hilary Hahn suona Higdon e i Concerti per Violino di Čajkovskij (2010)

Su Naxos Records
- Čajkovskij: Manfred Symphony / The Voyevoda (2008)
- Šostakovič: Sinfonia n. 11 (2009)
- Šostakovič: Sinfonie nn. 5 & 9 (2009)
- Šostakovič: Sinfonia n. 10 (2010)
- Šostakovič: Sinfonia n. 8 (2010)
- Šostakovič: Sinfonie nn. 6 & 12 (2011)
- Šostakovič: Sinfonie nn. 1 & 3 (2011)
- Šostakovič: Sinfonie nn. 2 & 15 (2012)
- Šostakovič: Sinfonia n. 7 (2013)
- Šostakovič: Sinfonia n. 4 (2013)
- Šostakovič: Sinfonia n. 14 (2014)
- Šostakovič: Sinfonia n. 13 (2014)
- Beethoven: Piano Concertos Nos. 1 & 2, Rondo, Wo0 6, col pianista Boris Giltburg (2019)
- Beethoven: Piano Concertos Nos. 5 & 0, col pianista Boris Giltburg (2022)

Su Avie Records
- Rachmaninov: Symphonic Dances, The Isle Of The Dead, The Rock (2011)

- Rachmaninov: Concerti per pianoforte nn. 1–4 e la Rapsodia su un tema di Paganini, col pianista Simon Trpčeski (2010, 2011)

Su Lawo Classics:
- Scriabin: Sinfonie n. 3 & 4 (2015)
- Prokofiev: Romeo & Juliet (2016)
- Scriabin: Sinfonia n. 2, Piano Concerto
- Scriabin: Sinfonia n. 1, Promeheus: The Poem of Fire (2018)
- Strauss, R.: Don Quixote, Don Juan, Till Eulenspiegels Lustige Streiche (2019)
- Strauss, R.: Also Sprach Zarathustra; Ein Heldenleben (2019)
- Rimsky-Korsakov: Capriccio Espagnol, Russian Easter Festival Overture, Scheherazade (2020)

Su Onyx:
- Čajkovskij: Piano Concertos n. 1 & 2, col pianista Simon Trpčeski (2014)
- Elgar: Sinfonia n. 1, Cockaigne Overture (2015)
- Čajkovskij: Sinfonie n. 1, 2 & 5 (2016)
- Elgar: Sinfonia n. 2 (2017)
- Čajkovskij: Sinfonie n. 3 ,4 & 6 (2017)
- Debussy, Rachmaninov, Stravisnky: The Rite of Spring (2017)
- Prokof'ev: Piano Concertos n. 1 & 3 (2017)
- Stravinskij, Rimskij-Korsakov: The Firebird, Le Coq D'or (2018)
- Elgar: Enigma Variations, In The South, Serenade (2019)
- Stravinskij, Respighi: Petrushka, La Boutique Fantastique (2020)
- Mussorgsky: Pictures at an Exhibition (2020)
- Britten: Young Person's Guide to the Orchestra (2021)
- Zemlinsky: Die Seejungfrau (2021)